# Indywidualne Mistrzostwa Szwecji na Żużlu 1957
Indywidualne Mistrzostwa Szwecji na Żużlu 1957 – cykl turniejów żużlowych, mających wyłonić najlepszych żużlowców szwedzkich. Tytuł wywalczył Ove Fundin (Filbyterna Linköping). 

## Finał
- Sztokholm, 11 października 1957

| Msc. | Zawodnik          | Klub                 | Pkt   |  |  |
| ---- | ----------------- | -------------------- | ----- |  |  |
| 1    | Ove Fundin        | Filbyterna Linköping | 14 +3 |  |  |
| 2    | Per Olof Söderman | Filbyterna Linköping | 14 +2 |  |  |
| 3    | Rune Sörmander    | Dackarna Målilla     | 14 +1 |  |  |
| 4    | Göte Nordin       | Getingarna Sztokholm | 11    |  |  |
| 5    | Bernt Nilsson     | Monarkerna Sztokholm | 10    |  |  |
| 6    | Dan Forsberg      | Dackarna Målilla     | 9     |  |  |
| 7    | Olle Segerström   | Kaparna Göteborg     | 8     |  |  |
| 8    | Arne Carlsson     | Kaparna Göteborg     | 8     |  |  |
| 9    | Kai Forsberg      | Getingarna Sztokholm | 7     |  |  |
| 10   | Thorvald Karlsson | Dackarna Målilla     | 6     |  |  |
| 11   | Bengt Eriksson    | Getingarna Sztokholm | 6     |  |  |
| 12   | Thorsten Carlsson | Filbyterna Linköping | 3     |  |  |
| 13   | Olle Andersson    | Indianerna Kumla     | 1     |  |  |
| 14   | Roger Forsberg    | Kaparna Göteborg     | 1     |  |  |
| 15   | Alf Jonsson       | Dackarna Målilla     | 1     |  |  |
| 16   | Göran Norlén      | Kaparna Göteborg     | 0     |  |  |
|      | rez. Joel Jansson | Vargarna Norrköping  | 4     |  |  |